# Gerrhosaurus multilineatus
Espèce
Synonymes
- Gerrhosaurus nigrolineatus anselli Broadley, 1960

Gerrhosaurus multilineatus est une espèce de sauriens de la famille des Gerrhosauridae.

## Répartition
Cette espèce se rencontre au Congo-Kinshasa, en Angola, en Zambie, au Botswana et en Namibie.

## Description
Cette espèce est ovipare.

## Taxinomie
La sous-espèce Gerrhosaurus multilineatus auritus a été élevée au rang d'espèce par Bates et al. en 2013.

## Publication originale
- Bocage, 1866 : Lista dos reptis das possessões portuguezas d'Africa occidental que existem no Museu Lisboa. Jornal de sciencias mathematicas, physicas e naturaes, vol. 1, p. 37-56 (texte intégral).